# Colom muntanyenc de Buru
El colom muntanyenc de Buru (Gymnophaps mada) és una espècie d'ocell de la família dels colúmbids (Columbidae) que habita els boscos de les muntanyes de l'illa de Buru.